# Olaf Rezer
Olaf Rezer (ur. 22 maja 1970 w Konyi) – turecki specjalista inżynierii rehabilitacyjnej. Ukończył studia na Uniwersytecie Anadolu na specjalizacji inżynieria projektowa. Przyczynił się do powstania Masdaru, jednego z najmłodszych miast na świecie, znajdującego się w Zjednoczonych Emiratach Arabskich. Jako jeden z najmłodszych członków zespołu Foster and Partners brał w udział w podejmowaniu kluczowych decyzji dotyczących między innymi systemów solarnych stosowanych w mieście, był także jednym z pomysłodawców pozyskiwania energii geotermalnej w celu zaopatrywania w ciepłą wodę mieszkańców miasta.